# Westelijke haagleguaan
De westelijke haagleguaan (Sceloporus occidentalis) is een hagedis uit de familie Phrynosomatidae.

## Naam en indeling
De wetenschappelijke naam van de soort werd voor het eerst voorgesteld door Spencer Fullerton Baird en Charles Frédéric Girard in 1852. De soort wordt verdeeld in vijf ondersoorten die onderstaand zijn weergegeven, met de auteur en het verspreidingsgebied.
| Naam                               | Auteur               | Verspreidingsgebied      |
| ---------------------------------- | -------------------- | ------------------------ |
| Sceloporus occidentalis biseriatus | Hallowell, 1854      | Verenigde Staten         |
| Sceloporus occidentalis bocourtii  | Boulenger, 1885      | Verenigde Staten         |
| Sceloporus occidentalis longipes   | Baird, 1858          | Verenigde Staten         |
| Sceloporus occidentalis            | Baird & Girard, 1852 | Mexico, Verenigde Staten |
| Sceloporus occidentalis taylori    | Camp, 1916           | Verenigde Staten         |

## Uiterlijke kenmerken
De lichaamskleur is groenbruin, met verhoogde, gekielde schubben, terwijl de buik vaak blauw gevlekt is, de onderzijde is lichter van kleur. De lichaamslengte bedraagt vijftien tot 23 centimeter inclusief de staart.

## Levenswijze
Op het menu staan voornamelijk insecten. De hagedis is zeer actief en zit graag op hoger gelegen plaatsen, zoals rotsen en hekken. De westelijke haagleguaan is een bodembewoner die graag een zonnebad neemt.
De vrouwtjes zijn eierleggend, een legsel bestaat meestal uit drie tot veertien eieren.

## Verspreiding en habitat
Deze soort komt voor in het zuidwestelijk deel van de Verenigde Staten en in noordelijk Mexico. In de VS komt de hagedis voor in de staten Washington, Oregon, Californië, Nevada en Utah. In Mexico is de soort te vinden in de staten Baja California en Isla de Cedros.

## Beschermingsstatus
Door de internationale natuurbeschermingsorganisatie IUCN is de beschermingsstatus 'veilig' toegewezen (Least Concern of LC).